# Idefiks i nieugięci
Idefiks i nieugięci (fr. Idéfix et les Irréductibles) – francuski serial animowany z 2021 r., poświęcony przygodom Idefiksa – psa z komiksów o Asteriksie autorstwa René Goscinnego i Alberta Uderzo.
Polska premiera miała miejsce 23 grudnia 2022 r. na kanale TVP ABC.

## Fabuła
Jest rok 52 p.n.e. Po bitwie pod Lutecją władzę w mieście sprawuje Tytus Labienus. Opór romanizacji stawia grupa zwierząt pod wodzą Idefiksa.

## Obsada[3]
- Stéphane Bern jako narrator.
- Benjamin Bollen jako Idefiks.
- Jean-Claude Donda jako Asmatix.
- Kelly Marot jako Turbine.
- Edwige Lemoine jako Baratine.

## Spis odcinków
| Premiera       | №  | Tytuł polski               | Tytuł francuski                       | Tytuł angielski                               |
| -------------- | -- | -------------------------- | ------------------------------------- | --------------------------------------------- |
| SERIA PIERWSZA |    |                            |                                       |                                               |
| 23.12.2022     | 01 | Epidemia                   | Fluctuat n-hic ! Mergitur             | Dogmatix and The Epidemic                     |
| 24.12.2022     | 02 | Piłka Hamologena           | La Baballe de Chevrotine              | Dogmatix and Camulogene’s Ball                |
| 25.12.2022     | 03 | Uczta po rzymsku           | Idéfix et la soupe à la romaine       | Dogmatix and The Roman Feast                  |
| 26.12.2022     | 04 | Uwięziona Iberyjka         | Une Ibère dans la ville               | Dogmatix and The Spanish Prisoner             |
| 27.12.2022     | 05 | Symfoniks                  | Le Réveil de Lutèce                   | Dogmatix and Simfonix                         |
| 28.12.2022     | 06 | Idefiks dołącza do Legionu | Turbine encrassée                     | Dogmatix joins The Legion                     |
| 29.12.2022     | 07 | Zbuntowany muzyk           | Labienus tu m’auras pas               | Dogmatix and The Protest Singer               |
| 30.12.2022     | 08 | Gladiator Idefiks          | Les Irréductibles font leur cirque    | Dogmatix and The Gladiator                    |
| 31.12.2022     | 09 | Korsykański skandal        | Une affaire corsée                    | Dogmatix and The Corsican Scandal             |
| 01.01.2023     | 10 | Supertarg Lutecja II       | Lutèce II                             | Dogmatix and The Roman Superstore             |
| 02.01.2023     | 11 | Galijski honor             | La Statue de Labienus                 | Dogmatix and The Honour of The Gauls          |
| 03.01.2023     | 12 | Marmurowe bóstwo           | Le Hibou de marbre                    | Dogmatix and The Marble God                   |
| 04.01.2023     | 13 | Młynowi na ratunek         | Roucoulez jeunesse                    | Dogmatix and The Windmill Rescue              |
| 05.01.2023     | 14 | Przygoda z jajem           | L’Œuf à la romaine                    | Dogmatix and The Egg Episode                  |
| 06.01.2023     | 15 | Wielki gołębnik            | Le Colombier infernal                 | Dogmatix and The Carrier Pigeon Tower         |
| 07.01.2023     | 16 | Pierwsza miłość Frygi      | L’Amoureuse de Lutèce                 | Dogmatix and Lovendpis                        |
| 08.01.2023     | 17 | Potwór z Paryża            | La Bête de Lutèce                     | Dogmatix and The Beast of Paris               |
| 09.01.2023     | 18 | Supersowa                  | Voldenuix ramène sa fiole             | Dogmatix and The Super-Owl                    |
| 10.01.2023     | 19 | Egipski posążek            | La Compétition de Bastet              | Dogmatix and The Egyptian Statuette           |
| 11.01.2023     | 20 | Śmierdzący problem         | Fragrance gauloise                    | Dogmatix and The Perfume Plan                 |
| 12.01.2023     | 21 | Dawny pan Frygi            | L’Affaire du collier                  | Dogmatix and Stamina’s Master’s Voice         |
| 13.01.2023     | 22 | Wielki powrót Barda        | Fausses notes pour les Romains        | Dogmatix and The Bard’s Big Comeback          |
| 14.01.2023     | 23 | Gołębia eskadra            | La Patrouille de Gaule                | Dogmatix and The Pigeons Flotilla             |
| 15.01.2023     | 24 | Gang z Katakumb            | Le Combat des catacombes              | Dogmatix and The Catacombs Posse              |
| 16.01.2023     | 25 | Obława na psiaki           | Turbine au rebut                      | Dogmatix and The Great Puppy Round-Up         |
| 17.01.2023     | 26 | Dzień targowy              | Furie au forum                        | Dogmatix and The Farmers’ Forum               |
| 18.01.2023     | 27 | Rzymski ekspres            | La Forêt-lumière                      | Dogmatix and The Rome-Express                 |
| 19.01.2023     | 28 | Portret Labienusa          | Le Portrait de Labienus               | Dogmatix and The General’s Portrait           |
| 20.01.2023     | 29 | Psi gwizdek                | L’Appeau sans les os                  | Dogmatix and The Dog Whistle                  |
| 21.01.2023     | 30 | Gołębia poczta             | Webzine quitte le nid                 | Dogmatix and The Messenger Pigeon Service     |
| 22.01.2023     | 31 | Inauguracja                | Le charcutier se rebiffe              | Dogmatix and The Inauguration                 |
| 23.01.2023     | 32 | Menhiry na niebie          | Des menhirs dans le ciel              | Dogmatix and The Menhir Matter                |
| 24.01.2023     | 33 | Czarne chmury              | Lutèce brûle-t-il ?                   | Dogmatix and The Black Cloud                  |
| 25.01.2023     | 34 | Biała noc w Lutecji        | Nuit blanche à Lutèce                 | Dogmatix and The Night on the Tiles           |
| 26.01.2023     | 35 | Torkwes Frygi              | Le Torque de Turbine                  | Dogmatix and Stamina’s Torc                   |
| 27.01.2023     | 36 | Zakładnik                  | Monalisa perd son sourire             | Dogmatix and The Hostage Dilemma              |
| 28.01.2023     | 37 | Nocny złodziej             | Derniers vols pour Lutèce             | Dogmatix and The Thief in the Night           |
| 29.01.2023     | 38 | Perfumowy kłopot           | Idéfix se met au parfum               | Dogmatix and The Perfume Predicament          |
| 30.01.2023     | 39 | Niewidzialny przyjaciel    | Le Charme (discret) de l’invisible    | Dogmatix and The Invisible Friend             |
| 31.01.2023     | 40 | Lutecjańska riwiera        | La Folie des grandeurs                | Dogmatix and The Paris Riviera                |
| 01.02.2023     | 41 | Miecz wodza                | Le Glaive de Camulogène               | Dogmatix and The Chieftain’s Sword            |
| 02.02.2023     | 42 | Idefiks walczy z upałem    | Chauds les Romains, chauds !          | Dogmatix and The Heatwave                     |
| 03.02.2023     | 43 | Gołębi monitoring          | Les pigeons nous surveillent          | Dogmatix and The Pigeon Surveillance System   |
| 04.02.2023     | 44 | Rzymskie eliksiry          | Le Pacte des potions                  | Dogmatix and The Roman Potions                |
| 05.02.2023     | 45 | Akcja ratunkowa            | Urgence Poulerotix                    | Dogmatix and The Rescue of Gluttonix’s Master |
| 06.02.2023     | 46 | Idefiks gwiazdą reklamy    | Canigus, ils en veulent toujours plus | Dogmatix and The Pet Food Campaign            |
| 07.02.2023     | 47 | Święto Teutatesa           | La Fête de Toutatis                   | Dogmatix and Toutatis’ Feast                  |
| 08.02.2023     | 48 | Idefiks – wróg numer 1     | L’Ennemi canin no 1                   | Dogmatix and Canine Enemy Number 1            |
| 09.02.2023     | 49 | Kryzys kiełbasiany         | Pas de saucisses pour Padgachix       | Dogmatix and The Sausage Crisis               |
| 10.02.2023     | 50 | Najlepszy chleb            | Des miettes et des jeux               | Dogmatix and The Bread Winner                 |
| 11.02.2023     | 51 | Nowy członek Nieugiętych   | Graine d’irréductible                 | Dogmatix and The Indomitable Apprentice       |
| 12.02.2023     | 52 | Zmowa milczenia            | Du rififi à Lutèce !                  | Dogmatix and The Mafia Matter                 |

## Komiksy
Adaptację historii przedstawionych w serialu stanowią komiksy na podstawie scenariuszy Yves Coulona, Matthieu Choqueta i Jérôme’a Erbina oraz z ilustracjami Jeana Bastide’a i Philippe’a Fenecha.